# Filialkirche St. Josef im Walde

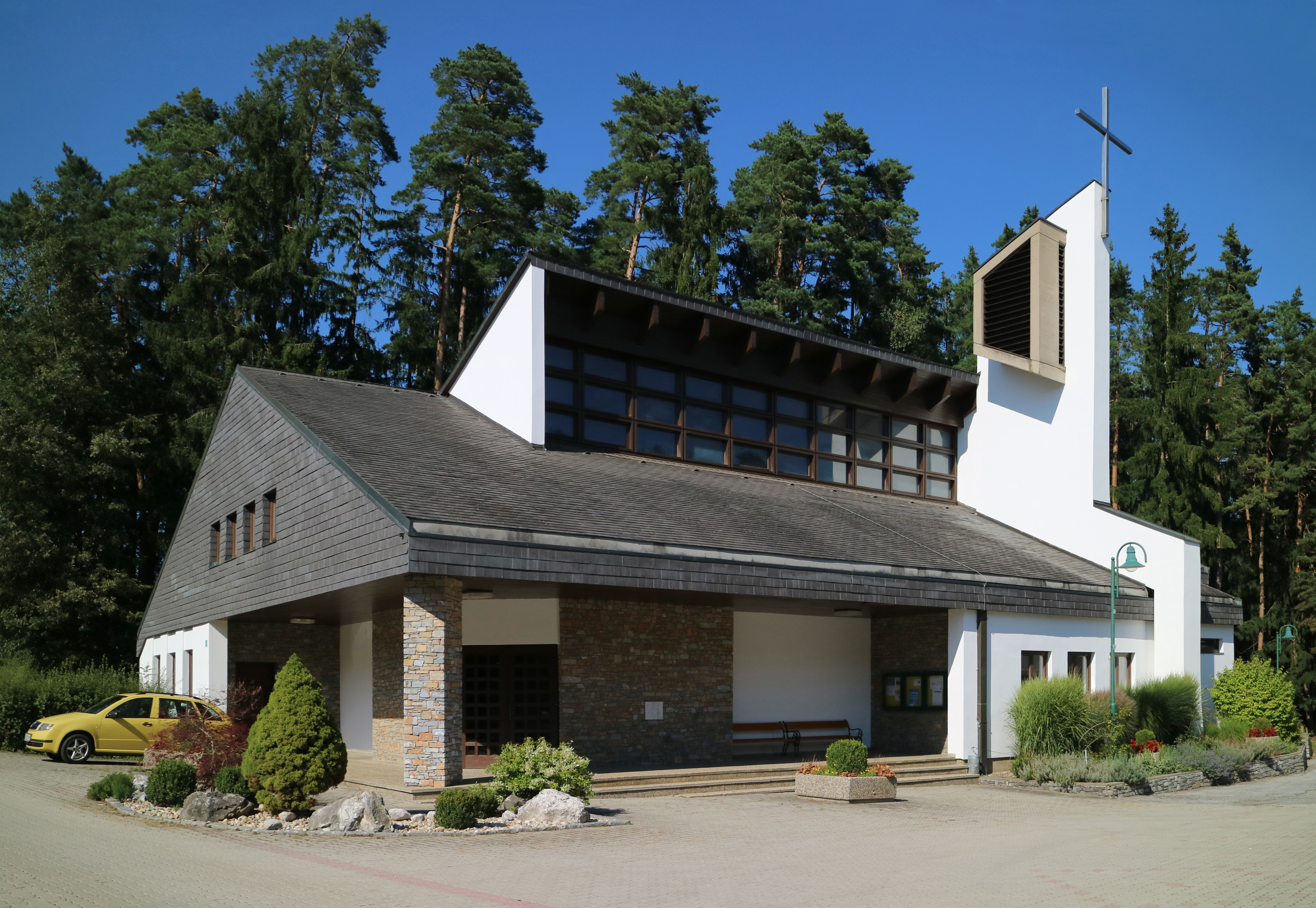
St. Josef im Walde

Die Kirche St. Josef im Walde ist eine römisch-katholische Filialkirche in der zur Gemeinde Weinitzen gehörenden Katastralgemeinde Niederschöckl in der Steiermark. Sie wurde zwischen 1972 und 1974 erbaut und ist der Pfarre Mariatrost unterstellt.

## Standort
Die Kirche steht in der zu Weinitzen gehörenden Katastralgemeinde Niederschöckl und hat die Adresse Kirchplatz 8.

## Geschichte
Im Jahr 1930 wurde am Standort der heutigen Kirche eine Schulkirche erbaut, welche am 21. Juni 1931 geweiht wurde. 1972 wurde diese Kirche abgerissen und durch den heutigen Kirchenbau ersetzt. Dieser wurde am 1. Mai 1974 geweiht.

## Beschreibung
Die Kirche ist ein modern gestalteter, langgestreckter Kirchenbau der von einem Satteldach mit breiter Gaupe überdacht wird. Er verfügt weiters über eine überdachte Vorhalle. An den Altarraum ist ein Vortragsraum angeschlossen. Die beiden Glocken, die Marienglocke und die Josefsglocke, wurden von der Glockengießerei Grassmayr gegossen und 1975 geweiht.